# Nature morte au couteau
Nature morte au couteau est un tableau du peintre français Fernand Léger réalisé en 1945-1949, alors que l'artiste est de retour des États-Unis. Cette huile sur toile est une nature morte qui représente une structure multicolore dans laquelle est fichée un couteau. Achetée en 2002 avec la participation du Fonds régional d'acquisition des musées et du Fonds du patrimoine, elle est conservée au musée Cantini de Marseille.